# Irinotekan
Irinotekan je kemijski spoj, semisintetski analog prirodnog alkaloida kamptotekina, koji se koristi kao citostatik (antineoplastik) u liječenju određenih malignih bolesti (karcinom debelog crijeva, karcinom rektuma, karcinom jajnika).
Irinotekan zajedno s topotekanom spada u lijekove koji inhibiraju enzim topoizomeraza I, koji sudjeluje u replikaciji DNK.
Irinotekan u tijele se aktivira hidrolizom u SN-38 (aktivni metabolit) koji je inhibitor topoizomeraze I, a time Irinoteka inhibira i DNK replikaciju i 
transkripciju. Aktivni metabolit se inaktivira glukuronidacijom enzimom uridin difosfat glukoronosiltransferaza 1A1 (UGT1A1).
Liposomalni irinotekan (također poznat kao MM-398 ili tržišnim imenom Onivyde) razvijen je za liječenje metastatskog adenokarcinoma gušterače, u kombinaciji s 5-fluorouracilom (5-FU) i leukovorinom (LV) u bolesnika koji su prethodno bili liječeni gemcitabinom.
U Americi je odobren u listopadu 2015. (FDA), a u Europi u listopadu 2016.g.

## Uzimanje lijeka/terapija
Liposomalni irinotekan se ne smije primjenjivati kao monoterapija jer izaziva jake nuspojave, kao što su teži oblici neutropenije, teži oblici diareje, teške hematološke nuspojave. Kombinirana terapija daje veću stopu preživljenja i manje nuspojava u odnosu na tretmane s cisplatinom. S obzirom na to da je riječ o onkološkom lijeku, doziranje lijeka je po m2, a sekvencijalna primjena je tijekom svaka 2 tjedna u sljedećim količinama:
- Liposomalni irinotekan: 80 mg/m2  i.v. 90 min
- Leukovorin: 400 mg/m2  i.v. 30 min
- 5-florouracil: 2400 mg/m2 i.v. 46 h

Osobe koje su homozigoti za alel UGT1A1*28 slabije metaboliziraju ovaj lijek te je zbog toga potrebna smanjena početna doza lijeka od 60 mg/m2 kako se lijek ne bi duže zadržao u cirkulaciji i uzrokovao štetne nuspojave.

## Liposomalna formulacija lijeka
Liposomalni irinotekan dolazi u obliku koncentrata (5 mg/ml) za otopinu za infuziju. Aktivna tvar je irinotekanklorid trihidrat, u obliku irinotekansaharozasulfata u pegiliranoj liposomskoj formulaciji. Od pomoćnih tvari ovaj lijek sadrži DSPC, kolesterol, MPEG-2000-DSPE, saharozaoktasulfat, HEPES pufer, natrijev klorid, voda za injekcije.
Slične liposomske formulacije postoje kod drugih onkoloških lijekova s ciljem produženja izloženosti lijeku i smanjivanja toksičnosti (primjerice liposomalni doksorubicin, danorubicin, cisplatina).
Liposomalna formulacija irinotekana smanjuje vijabilnost tumorskih stanica, uravnotežuje krvožilje tumora i povećava nakupljanje lijeka u tumoru uz malo sistemske toksičnosti. Kada su korišteni životinjski modeli tumora debelog crijeva za usporedbu terapijskog učinka liposomalnog i slobodnog irinotekana, dokazano je veće zadržavanje liposomalnog irinotekana u plazmi i tumoru te dolazi do smanjenja volumena tumora.
Tijekom promatranja mišjih modela karcinoma gušterače, pokazalo se da makrofazi povezani s tumorom (TAM - Tumor Associated Macrophages) akumuliraju 10-40 puta veće razine liposoma. Točan mehanizam nije poznat, ali pretpostavlja se da nakon ulaska u makrofage, irinotekan može biti oslobođen unutar tumora gdje dolazi do enzimske konverzije irinotekana u aktivni metabolit SN-38.

## Pretklinička ispitivanja
U pretklinici ispitivani su brojni učinci liposomalnog irinotekana na životinjskim modelima tumora. Na mišjem modelu tumora gušterače istraženo je postoji li veza između puta administracije i učinkovitosti. Najosjetljiviji na intravenoznu terapiju irinotekanom bili su tumor gušterače (P03) i adenokarcinom debelog crijeva (MA16/C), dok je nakon oralne administracije, zabilježena učinkovitost tek pri 3-4 puta većim dozama.
Ispitan je mehanizam djelovanja irinotekana, odnosno je li zaista riječ o inhibiciji topoizomeraze I. Pročišćena topoizomeraza 1 je inkubirana s radioaktivno označenom DNK u prisutnosti različitih koncentracija lijekova nakon čega su uzorci podvrgnuti gel elektroforezi i autoradiografiji. Dokazano je da irinotekan inhibicijom topoizomeraze 1 uzrokuje oštećenje jednog lanca DNK zbog čega dolazi do lomova DNK na fragmente.  
In silico metodom je utvrđeno da se irinotekan može vezati u aktivno mjesto acetilkolinesteraze. U in vitro eseju uz prisutnost različitih supstrata mjerena je razina produkata reakcije metodom HPLC-a. Zabilježena je inhibicija acetilkolinestraze izolirane iz čovjeka ili električne jegulje nakon tretmana s irinotekanom.
Provedena su ispitivanja na životinjskim modelima (miševi, štakori i psi) tumora gušterače kako bi se utvrdilo koja je oblik irinotekana učinkovitiji: slobodni ili liposomalni. Liposomalni irinotekan pokazao je jaču protutumorsku aktivnost, trajnu regresiju tumora u usporedbi s ekvivalentnom dozom slobodnog irinotekana u modelu tumora, prisutnost veće koncentracije lijeka unutar tumora. Također, zabilježeno je duže zadržavanje liposomalnog irinotekana u cirkulaciji te sporija eliminacija iz krvi. Kod modela raka debelog crijeva miševa, puno je bolja kontrola rasta tumora s liposomalnom formulacijom.
In vitro u kromosomskom aberacijskom testu na CHO stanicama i u testu in vivo mikronukleusa kod miševa otkriven je embriotoksičan i teratogen učinak lijeka, odnosno njegove glavne komponente irinotekana. 
Program farmakološke sigurnosti testiran na Beagle psima pokazao je da jedna intravenozna infuzija liposomalnog irinotekana (420 mg/m2) nije imala učinka na kardiovaskularne, hemodinamske, elektrokardiografske, respiratorne parametre ili tjelesnu temperaturu.

## Nuspojave
Ciljni organi toksičnosti su gastrointestinalni trakt i hematološki sustav, a neke od najčešćih nuspojava potvrđenih u pretkliničkim i kliničkim ispitivanjima su mijelosupresija/neutropenija, proljev, oštećenje jetre i bubrega, kolinergičke reakcije.